# Flat Top
Flat Top (Brasil: Águias da Armada ) é um filme norte-americano de 1952, do gênero guerra, dirigido por Lesley Selander e estrelado por Sterling Hayden e Richard Carlson.
Contada em flashbacks, esta aventura de guerra utiliza, com sucesso, material jornalístico com cenas reais de combates.

## Sinopse
Segunda Guerra Mundial, 1944. A bordo do USS Princeton, o Comandante durão Dan Collier entra em conflito com o Tenente Joe Rodgers, que é amigo da tripulação e não se preocupa em impor a disciplina.

## Premiações
| Patrocinador                                  | Prêmio | Categoria       | Situação |
| --------------------------------------------- | ------ | --------------- | -------- |
| Academia de Artes e Ciências Cinematográficas | Oscar  | Melhor Montagem | Indicado |

## Elenco
| Ator/Atriz        | Personagem             |
| ----------------- | ---------------------- |
| Sterling Hayden   | Comandante Dan Collier |
| Richard Carlson   | Tenente Joe Rodgers    |
| Keith Larsen      | Barney Smith           |
| Bill Phipps       | Red Kelley             |
| Phyllis Coates    | Dorothy Collier        |
| John Bromfield    | Snakehips McKay        |
| William Schallert | Longfellow             |
| Todd Karns        | Juiz                   |
| Dave Willock      | Willie                 |
| Walter Coy        | Comandante             |